# Apotomis lemniscatana
Apotomis lemniscatana is een vlinder uit de familie bladrollers (Tortricidae). De wetenschappelijke naam is voor het eerst geldig gepubliceerd in 1901 door Kennel.
De soort komt voor in Europa.